# مريوان
مريوان (بالكردية: مەریوان، Merîwan) (بالفارسية: مريوان) هي مدينة وعاصمة مقاطعة مريوان في محافظة كردستان، إيران، حسب إحصاءات المركز الرسمي للإحصاءات الإيرانية لعام 2006 قدر سكان مريوان 51,664 نسمة.

## أعلام
- قانع
- كوجر بيركار
- ناري
- مرزية فريقي